# Liste der Stolpersteine in Saalfeld
Die Liste der Stolpersteine in Saalfeld enthält die Stolpersteine, die im Rahmen des gleichnamigen Kunstprojekts von Gunter Demnig in Saalfeld verlegt wurden. Mit ihnen soll Opfern des Nationalsozialismus gedacht werden, die in Saalfeld lebten und wirkten.
| Adresse           | Name                | Jahrgang | Inschrift mit Ergänzungen                                                                  | Verlegedatum | Bild | Kurzvita |
| ----------------- | ------------------- | -------- | ------------------------------------------------------------------------------------------ | ------------ | ---- | -------- |
| Lange Gasse 29 ·  | Else Friedmann      | 1892     | HIER WOHNTE ELSE FRIEDMANN JG. 1892 FLUCHT 1939 USA ÜBERLEBT                               | 8. Mai 2008  |      |          |
| Lange Gasse 29 ·  | Helene Friedmann    | 1898     | HIER WOHNTE HELENE FRIEDMANN JG. 1898 FLUCHT 1936 SÜDAFRIKA ÜBERLEBT                       | 8. Mai 2008  |      |          |
| Lange Gasse 29 ·  | Hildegard Friedmann | 1916     | HIER WOHNTE HILDEGARD FRIEDMANN GEB. KROHN JG. 1916 FLUCHT 1938 SÜDAFRIKA ÜBERLEBT         | 8. Mai 2008  |      |          |
| Lange Gasse 29 ·  | Karl Friedmann      | 1903     | HIER WOHNTE KARL FRIEDMANN JG. 1903 FLUCHT 1938 SÜDAFRIKA ÜBERLEBT                         | 8. Mai 2008  |      |          |
| Lange Gasse 29 ·  | Max Friedmann       | 1901     | HIER WOHNTE MAX FRIEDMANN JG. 1901 DEPORTIERT 1944 ERMORDET IN AUSCHWITZ                   | 8. Mai 2008  |      |          |
| Lange Gasse 29 ·  | Rosa Friedmann      | 1893     | HIER WOHNTE ROSA FRIEDMANN JÖ. 1883 DEPORTIERT 1942 GHETTO BELZYCE ERMORDET                | 8. Mai 2008  |      |          |
| Lange Gasse 29 ·  | Siegfried Friedmann | 1889     | HIER WOHNTE SIEGFRIED FRIEDMANN JG. 1889 DEPORTIERT 1944 AUSCHWITZ ÜBERLEBT                | 8. Mai 2008  |      |          |
| Wielandstraße 1 · | Rosa Holländer      | 1911     | HIER WOHNTE ROSA HOLLÄNDER GEB. KATZ JG. 1911 VERHAFTET 1938 ??? ERMORDET 1939             | 8. Mai 2008  |      |          |
| Wielandstraße 1 · | Fanny Katz          | 1876     | HIER WOHNTE FANNY KATZ GEB. MAYER JG. 1876 DEPORTIERT 1942 ERMORDET 1943 IN THERESIENSTADT | 8. Mai 2008  |      |          |
| Wielandstraße 1 · | Leopold Katz        | 1874     | HIER WOHNTE LEOPOLD KATZ JG. 1874 DEPORTIERT 1942 ERMORDET 1942 IN THERESIENSTADT          | 8. Mai 2008  |      |          |